# Angelik (slægt)
 "Angelica" omdirigeres hertil. For pigenavnet, se Angelica (pigenavn).
Angelik, også kendt som Englerod (Angelica på engelsk) er en planteslægt med ca. 40 arter, der er udbredt i Europa, Kaukasus, Centralasien og Nordamerika. Det er stauder eller én-toårige urter med kraftig, opret vækst. Stænglerne er glatte, hule og ofte med rødlige eller violette farver. Bladene er spredtstillede, og de har oppustede bladskede. De er fjersnitdelte med takket rand. Blomsterne er samlet i endestillede og mere eller mindre kugleformede storskærme. Frugterne er sammentrykte og ovale, ofte med en karakteristiske lugt. Her omtales kun de arter, som er vildtvoksende i Danmark, eller som dyrkes her.
| Arter |

- Angelik (Angelica sylvestris)
- Kinesisk angelik (Angelica sinensis)
- Kvan (Angelica archangelica)
  - Fjeldkvan (Angelica archangelica ssp. archangelica)
  - Strandkvan (Angelica archangelica ssp. litoralis)
- Spansk angelik (Angelica razulii)